# Majority Judgment
Majority Judgment ist ein Wahlverfahren, mit dem ein einzelner Sieger auf Basis von Prädikaten, welche die Wähler den Kandidaten zuordnen, bestimmt wird.
Die Wähler bewerten jeden Kandidaten mit einem Prädikat aus einer vorgegebenen Auswahl (z. B. „Exzellent“, „Gut“, „Passabel“, „Dürftig“, „Schlecht“). Majority Judgment reiht die Kandidaten dann anhand des Medians der erhaltenen Bewertungen.

## Beschreibung der Wahlmethode
Die Ermittlung des Wahlsiegers mittels Majority Judgment erfolgt in drei Schritten: Zuerst erfolgt die Bewertung der Kandidaten durch die Wähler; hierauf folgt die Ermittlung des Prädikats jedes Kandidaten. Schließlich werden die Kandidaten entsprechend ihrer Prädikate in eine Reihenfolge gebracht und bei Gleichstand von Kandidaten eine Auflösungsregel für Gleichstände angewendet.

### Stimmabgabe
Die Stimmabgabe unter Majority Judgment läuft ähnlich ab wie bei der Bewertungswahl. Jeder Wähler bewertet alle Kandidaten unabhängig voneinander und hat zur Bewertung verschiedene Prädikate zur Verfügung. Im Gegensatz zur Bewertungswahl handelt es sich hierbei allerdings nicht um Werte aus einem Wertebereich wie beispielsweise 0–10, sondern um natürlichsprachliche Prädikate ähnlich den Noten eines Schulsystems wie „Exzellent“, „Mittelmäßig“ oder „Dürftig“. Die Prädikate besitzen untereinander eine strikte, transitive Totalordnung, d. h. es gibt ein eindeutig „bestes“ Prädikat, ein eindeutig zweitbestes, ein eindeutig schlechtestes usw.
| Beispiel für die Auswahlmöglichkeiten bei einer Wahl unter Majority Judgment: | \| \| \| Exzellent \| \| Gut \| \| Passabel \| \| Dürftig \| \| Schlecht \| |           |  |     |  |          |  |         |  |          |
|                                                                               |                                                                             | Exzellent |  | Gut |  | Passabel |  | Dürftig |  | Schlecht |

### Kandidatenprädikat
Aus den abgegebenen Bewertungen wird nun für jeden Kandidaten ein Prädikat ermittelt. Hierfür werden alle Bewertungen, die ein Kandidat erhalten hat, sortiert und dann der Median der Bewertungen bestimmt. Dieser ist das Prädikat, das dem Kandidaten zugeordnet wird. Hat ein Kandidat beispielsweise die Bewertungen {„Exzellent“, „Gut“, „Schlecht“} erhalten, so ist der Median „Gut“ und der Kandidat erhält somit das Prädikat „Gut“.
Liegt der Median zwischen zwei Prädikaten, so wird dem Kandidaten das schlechtere zugeordnet, beispielsweise würden die Bewertungen {„Gut“, „Passabel“} zum Prädikat „Passabel“ für den Kandidaten führen.
Bemerkung: Anschaulich bedeutet das, dass jeder Kandidat das beste Prädikat zugeordnet bekommt, für das eine absolute Mehrheit der Wähler existiert, die ihn mindestens auf dieses Prädikat gesetzt hat. In obigem Beispiel mit Median „Gut“ bewerten zwei Drittel der Wähler den Kandidaten als „Gut“ oder besser (aber nur 33 % als „Exzellent“ oder besser). In dem Beispiel mit Median „Passabel“ bewerten ihn 100 % mit „Passabel“ oder besser (aber nur 50 % mit „Gut“ oder besser).

### Sieger
Der Sieger unter Majority Judgment ist der Kandidat, der das beste Prädikat zugeordnet bekommen hat. Haben mehrere Kandidaten das beste Prädikat zugeordnet bekommen, so wird aus ihren Bewertungen jeweils ein Vorkommen des ihnen zugeordneten Prädikats entfernt, bis sich ihr Median ändert und die Kandidaten mit Gleichstand entsprechend dem neuen Median verglichen. Dieser Vorgang wird fortgesetzt, bis ein eindeutiger Sieger existiert.
Hat beispielsweise ein Kandidat die Bewertungen {„Exzellent“, „Gut“, „Gut“} und ein anderer {„Exzellent“, „Gut“, „Passabel“}, so wird beiden das Prädikat „Gut“ zugeordnet. Um den Gleichstand aufzulösen, wird bei beiden ein „Gut“ entfernt. Der erste Kandidat hat nun die Bewertungen {„Exzellent“, „Gut“} und somit weiterhin das Prädikat „Gut“. Der zweite Kandidat hat nun die Bewertungen {„Exzellent“, „Passabel“} und somit das Prädikat „Passabel“. Der erste Kandidat würde somit gegen den zweiten Kandidaten gewinnen.
Bemerkung: Da das einem Kandidaten zugeordnete Prädikat von einer absoluten Mehrheit getragen wird und der Kandidat mit dem besten Prädikat gewählt wird, wählt Majority Judgment einen Sieger, so dass das beste Prädikat, welches von einer absoluten Mehrheit getragen wird, den Sieger bestimmt.

### Alternative Beschreibung
Majority Judgment lässt sich auch als Modifikation der Bucklin-Wahl auffassen, bei der gleiche und ausgelassene Ränge erlaubt sind. Entsprechend kann der Algorithmus für die Bucklin-Wahl mit leichter Modifikation auch zur Bestimmung des Siegers unter Majority Judgment verwendet werden:
Hierfür sind folgende zwei Schritte auf jedes Prädikat (beginnend mit dem besten und dann absteigend) anzuwenden, bis die Sieg-Bedingung erfüllt ist:
1. Zählung: Jedem Kandidaten wird die Anzahl der Wähler, die ihm das aktuelle Prädikat zuordnet, zu seinen bisherigen Stimmen addiert.
2. Sieg-Bedingung: Hat ein Kandidat von der absoluten Mehrheit der Wähler eine Stimme, so ist er der Gewinner und das Verfahren bricht ab.

Sollten mehrere Kandidaten an dieser Stelle über eine absolute Mehrheit verfügen, so wird der Gleichstand wie oben aufgelöst.

## Beispiel
Betrachte eine Wahl mit vier Kandidaten A, B, C und D und den folgenden Bewertungen durch die 10 Wähler:
| Anzahl      |   | 1         | 2        | 3         | 4       | Median   |
| ----------- | - | --------- | -------- | --------- | ------- | -------- |
| Bewertungen | A | Exzellent | Passabel | Gut       | Gut     | Gut      |
| Bewertungen | B | Dürftig   | Gut      | Exzellent | Gut     | Gut      |
| Bewertungen | C | Dürftig   | Gut      | Exzellent | Dürftig | Dürftig  |
| Bewertungen | D | Gut       | Passabel | Dürftig   | Gut     | Passabel |

Die sortierten Bewertungen wären wie folgt:
|  | ↓ | Median point |

|  |  |  |

|  |  |  |

|  |  |  |

|  |  |  |

|  |  | Exzellent |  | Gut |  | Passabel |  | Dürftig |

Die Mediane der Kandidaten A und B sind beide „Gut“, C erhält das Prädikat „Dürftig“ und D „Passabel“. Um den Gleichstand zwischen A und B aufzulösen, werden nun bei beiden so viele „Gut“-Bewertungen entfernt, bis sich der Median bei einem von beiden ändert. Entfernt man je 5 „Gut“-Bewertungen, so verbleiben folgende Bewertungen:
|  | ↓ | Median point |

|  |  |  |  |  |

|  |  |  |  |  |

|  |  | Exzellent |  | Gut |  | Passabel |  | Dürftig |

Der Median von B ist nun bei „Exzellent“, während der Median von A bei „Gut“ verbleibt. Daher ist B der Sieger.

## Eigenschaften
In der Sozialwahltheorie gibt es einige Kriterien, um die Qualität eines Wahlsystems zu bestimmen, unter denen Majority Judgment wie folgt abschneidet:
Majority Judgment erfüllt das Monotoniekriterium, die Unabhängigkeit von Klon-Alternativen, das Favorite-betrayal-Kriterium und die Unabhängigkeit von irrelevanten Alternativen.
Majority Judgment verletzt das Condorcet-Kriterium, das Condorcet-Verlierer-Kriterium, das Majoritätskriterium, das gegenseitige Majoritätskriterium, das Partizipationskriterium, das Konsistenzkriterium, das Reversal-symmetry-Kriterium und das Later-no-harm-Kriterium.
Da diese Kriterien für Präferenzwahlsysteme entworfen wurden, ist ihre Auslegung bzgl. Bewertungsverfahren wie Majority Judgment teilweise uneindeutig. In der Tat erfüllt Majority Judgment auf Bewertungsverfahren angepasste Varianten einiger dieser Kriterien: das modifizierte (gegenseitige) Majoritätskriterium und das Prädikaten-Konsistenzkriterium.

### Konsistenzkriterium
Das Konsistenzkriterium besagt: Teilt man die Wählerschaft in zwei Gruppen und wählt das Wahlverfahren bzgl. beiden Gruppen den gleichen Kandidaten als Sieger aus, so muss es diesen Kandidat auch bzgl. der Gesamt-Wählerschaft als Sieger wählen.
Majority Judgment verletzt das Konsistenz-Kriterium. Das wird durch das folgende Beispiel mit zwei Kandidaten A und B und 6 Wählern mit folgenden Bewertungen verdeutlicht:
| Kandidaten/ # der Wähler | A        | B         |
| ------------------------ | -------- | --------- |
| 1                        | Gut      | Exzellent |
| 1                        | Gut      | Passabel  |
| 1                        | Dürftig  | Passabel  |
| 1                        | Passabel | Gut       |
| 1                        | Passabel | Dürftig   |
| 1                        | Schlecht | Dürftig   |

Die Linie markiert die Trennung der zwei Wählergruppen. Die oberen drei Wähler gehören zur Wählergruppe I, die unteren drei zur Wählergruppe II.

#### Ergebnis für Wählergruppe I
Die Wählergruppe I vergibt also folgende Bewertungen an die Kandidaten:
| Kandidaten/ # der Wähler | A       | B         |
| ------------------------ | ------- | --------- |
| 1                        | Gut     | Exzellent |
| 1                        | Gut     | Passabel  |
| 1                        | Dürftig | Passabel  |

Die sortierten Bewertungen wären wie folgt:
|  | ↓ | Median point |

|  |  |

|  |  |

|  |  | Exzellent |  | Gut |  | Passabel |  | Dürftig |  | Schlecht |

Ergebnis: A bekommt das Prädikat „Gut“ zugeordnet, B bekommt das Prädikat „Passabel“. Daher ist A der Majority Judgment Sieger der Wählergruppe I.

#### Ergebnis für Wählergruppe II
Die Wählergruppe II vergibt also folgende Bewertungen an die Kandidaten:
| Kandidaten/ # der Wähler | A        | B       |
| ------------------------ | -------- | ------- |
| 1                        | Passabel | Gut     |
| 1                        | Passabel | Dürftig |
| 1                        | Schlecht | Dürftig |

Die sortierten Bewertungen wären wie folgt:
|  | ↓ | Median point |

|  |  |

|  |  |

|  |  | Exzellent |  | Gut |  | Passabel |  | Dürftig |  | Schlecht |

Ergebnis: A bekommt das Prädikat „Passabel“ zugeordnet, B bekommt das Prädikat „Dürftig“. Daher ist A der Majority Judgment Sieger der Wählergruppe II.

#### Ergebnis für vereinte Wählerschaft
Die vereinte Wählerschaft bewertet die Kandidaten wie folgt:
| Kandidaten/ # der Wähler | A        | B         |
| ------------------------ | -------- | --------- |
| 1                        | Gut      | Exzellent |
| 1                        | Gut      | Passabel  |
| 1                        | Dürftig  | Passabel  |
| 1                        | Passabel | Gut       |
| 1                        | Passabel | Dürftig   |
| 1                        | Schlecht | Dürftig   |

Die sortierten Bewertungen wären wie folgt:
|  | ↓ | Median point |

|  |  |  |  |

|  |  |  |  |

|  |  | Exzellent |  | Gut |  | Passabel |  | Dürftig |  | Schlecht |

Sowohl A als auch B erhalten das Prädikat „Passabel“. In der Tat sieht man, dass die sortierten Bewertungen ausschließlich an den Rändern unterschiedlich sind, an beiden Enden wird B bevorzugt. Wenn man also gleiche Bewertungen entfernt, bis ein Unterschied auftritt (zweimal „Passabel“, einmal „Dürftig“ und einmal „Gut“), so verbleibt:
|  | ↓ | Median point |

|  |  |  |  |

|  |  |  |  |

|  |  | Exzellent |  | Gut |  | Passabel |  | Dürftig |  | Schlecht |

Ergebnis: Nach Entfernung identischer Einträge, bekommt A das Prädikat „Schlecht“ zugeordnet, B bekommt das Prädikat „Dürftig“. Daher ist B der Majority Judgment Sieger der vereinten Wählerschaft.

#### Fazit
Majority Judgment wählt sowohl für die erste, als auch für die zweite Wählergruppe A als Sieger aus; kombiniert man die beiden Wählergruppen so kürt Majority Judgment allerdings B zum Sieger. Daher verletzt Majority Judgment das Konsistenzkriterium.

#### Prädikaten-Konsistenzkriterium
Majority Judgment erfüllt ein modifiziertes Konsistenzkriterium, welches aussagt: Teilt man die Wählerschaft in zwei Gruppen und ordnet das Wahlverfahren einem Kandidaten bzgl. beider Gruppen dasselbe Prädikat zu, so muss diesem Kandidat auch bzgl. der Gesamtwählerschaft dieses Prädikat zugeordnet werden.
Dieses ist leicht mittels eines informellen Beweises zu erkennen: Betrachten wir einen festen Kandidaten. Sei {\displaystyle V} eine Wählermenge, {\displaystyle P} ein Prädikat, {\displaystyle P_{>}(V)} die Anzahl der Wähler aus V, welche dem Kandidaten eine Wertung besser als {\displaystyle P} gegeben haben und analog {\displaystyle P_{<}(V)} die Anzahl der Wähler aus V, welche dem Kandidaten eine Wertung schlechter als {\displaystyle P} gegeben haben.
Dann ordnet Majority Judgment einem Kandidaten genau dann das Prädikat {\displaystyle P} zu, wenn
- Weniger als die Hälfte der Wähler den Kandidaten besser als {\displaystyle P} bewertet hat: {\displaystyle P_{>}(V)<50\,\%\cdot |V|} und
- höchstens die Hälfte der Wähler den Kandidaten schlechter als {\displaystyle P} bewertet hat: {\displaystyle P_{<}(V)\leq 50\,\%\cdot |V|}

Wird also die Wählerschaft in zwei Teile geteilt {\displaystyle V=V_{1}{\dot {\cup }}V_{2}} und in beiden hat der Kandidat das Prädikat P zugeordnet bekommen, dann gilt:
(I) {\displaystyle P_{>}(V_{1})<50\,\%\cdot |V_{1}|}
(II) {\displaystyle P_{<}(V_{1})\leq 50\,\%\cdot |V_{1}|}
(III) {\displaystyle P_{>}(V_{2})<50\,\%\cdot |V_{2}|}
(IV) {\displaystyle P_{<}(V_{2})\leq 50\,\%\cdot |V_{2}|}
Die Anzahl der Wähler aus der Gesamtwählerschaft, welche dem Kandidaten ein Prädikat besser {\displaystyle P} gegeben haben, ist dann kleiner als die Hälfte, denn
{\displaystyle P_{>}(V)=P_{>}(V_{1}{\dot {\cup }}V_{2})=P_{>}(V_{1})+P_{>}(V_{2}){\stackrel {(I),(III)}{<}}50\,\%\cdot |V_{1}|+50\,\%\cdot |V_{2}|=50\,\%(|V_{1}|+|V_{2}|)=50\,\%\cdot |V|}
Analog folgt, dass höchstens die Hälfte der Wähler der Gesamtwählerschaft den Kandidaten schlechter als {\displaystyle P} bewertet hat.
Somit, teilt Majority Judgment dem Kandidaten auch bzgl. der Gesamtwählerschaft das Prädikat {\displaystyle P} zu. {\displaystyle q.e.d.}

### Majoritätskriterium
Das Majoritätskriterium drückt aus, dass ein Kandidat, der von der Mehrheit der Wähler gegenüber allen anderen Kandidaten bevorzugt wird, gewinnen muss. Majority Judgment verletzt das Majoritätskriterium. Das wird durch das folgende Beispiel mit zwei Kandidaten A und B und drei Wählern mit folgenden Bewertungen verdeutlicht:
| Wähler      |   | x         | y        | z        | Median   |
| ----------- | - | --------- | -------- | -------- | -------- |
| Bewertungen | A | Exzellent | Passabel | Dürftig  | Passabel |
| Bewertungen | B | Gut       | Achtbar  | Schlecht | Achtbar  |

Die sortierten Bewertungen wären wie folgt:
|  | ↓ | Median point |

|  |  |  |

|  |  |  |

|  |  | Exzellent |  | Gut |  | Achtbar |  | Passabel |  | Dürftig |  | Schlecht |

Der Median von A liegt bei „Passabel“, der Median von B bei „Achtbar“. Somit ist B Majority Judgment Sieger, obwohl eine absolute Mehrheit von 2 von 3 Wählern A bevorzugt. Majority Judgment verletzt somit das Majoritätskriterium.
Tatsächlich kann man das Beispiel auf beliebige Wählerzahlen erweitern, wenn man jeweils einen Wähler vom Typ x (welcher beide Kandidaten über dem Median bewertet) und einen Wähler vom Typ z (welcher beide Kandidaten unter dem Median bewertet) hinzufügt. Die guten Prädikate, welche die Wähler vom Typ x vergeben, werden von den schlechten Prädikaten der Wähler des Typs z ausgeglichen, so dass immer der eine Wähler vom Typ y für das Ergebnis entscheidend ist.
Majority Judgment erfüllt ein abgeschwächtes Majoritätskriterium, welches aussagt, dass ein Kandidat, der von der Mehrheit der Wähler als einziger Kandidat das beste Prädikat bekommt, der Sieger sein muss.